# Plebeiogryllus
Plebeiogryllus is een geslacht van rechtvleugeligen uit de familie krekels (Gryllidae). De wetenschappelijke naam van dit geslacht is voor het eerst geldig gepubliceerd in 1964 door Randell.

## Soorten
Het geslacht Plebeiogryllus omvat de volgende soorten:
- Plebeiogryllus guttiventris Walker, 1871
- Plebeiogryllus plebejus Saussure, 1877
- Plebeiogryllus retiregularis Saeed, Saeed & Yousuf, 2000
- Plebeiogryllus spurcatus Walker, 1869